# En duva satt på en gren och funderade på tillvaron
En duva satt på en gren och funderade på tillvaron (Nederlands: Een duif zat op een tak en dacht na over het bestaan) is een Zweedse filmkomedie uit 2014 onder regie van Roy Andersson. De film vormt een trilogie, samen met Sånger från andra våningen (2000) en Du levande (2007).

## Verhaal
De handelsreiziger Jonathan en Sam, een man met een lichte verstandelijke beperking, maken een reis door een tijdloos landschap. Onderweg leren ze verschillende mensen kennen. Jonathan legt zijn vriend uit waarom de maatschappij is zoals ze is.

## Rolverdeling
- Holger Andersson: Jonathan
- Nils Westblom: Sam
- Charlotta Larsson: Lotta
- Viktor Gyllenberg: Karl XII
- Lotti Törnros: Flamencolerares
- Jonas Gerholm: Eenzame luitenant
- Ola Stensson: Kapitein / Kapper
- Oscar Salomonsson: Danser
- Roger Olsen Likvern: Conciërge

## Release
De film ging op 2 september 2014 in première op het filmfestival van Venetië en won de Gouden Leeuw. De film werd geselecteerd als Zweedse inzending voor de beste niet-Engelstalige film voor de 88ste Oscaruitreiking maar werd niet genomineerd.

## Prijzen en nominaties
De belangrijkste:
| jaar | prijs                    | categorie              | genomineerde(n)                                                               | uitslag     |
| ---- | ------------------------ | ---------------------- | ----------------------------------------------------------------------------- | ----------- |
| 2015 | Guldbagge                | Beste productieontwerp | Ulf Jonsson, Niklas Nilsson, Sandra Parment, Isabel Sjöstrand, Julia Tegström | Gewonnen    |
| 2015 | Guldbagge                | Beste film             | Beste film                                                                    | Genomineerd |
| 2015 | Guldbagge                | Beste regie            | Roy Andersson                                                                 | Genomineerd |
| 2015 | Guldbagge                | Beste montage          | Alexandra Strauss                                                             | Genomineerd |
| 2015 | Guldbagge                | Beste make-up          | Linda Sandberg                                                                | Genomineerd |
| 2014 | Filmfestival van Venetië | Gouden Leeuw           | Roy Andersson                                                                 | Gewonnen    |